# Marco Cerreto
Marco Cerreto (Caserta, 1º gennaio 1971) è un politico e funzionario italiano, deputato di Fratelli d'Italia per la XIX legislatura.

## Biografia
Marco Cerreto nasce  nel 1971 a Caserta, dove si laurea presso l'Università Luigi Vanvitelli in giurisprudenza, fino ad ottenere un dottorato in diritto comparato.
Nel 2002 ottiene l'abilitazione all'esercitazione della professione di avvocato. Nello stesso anno viene nominato consigliere giuridico del ministero delle politiche agricole alimentari e forestali.
Dal 2009 ricopre la carica di funzionario presso il medesimo ministero in servizio presso la segreteria tecnica della gestione delle politiche internazionali e dell'Unione Europea, con mansione di tutoraggio degli affari giuridici, coordinatore dell'iter degli atti di competenza della Direzione in Conferenza Stato Regioni, cura di dossier concernenti attività su materie di competenza della Direzione in ambito OCM presso la Commissione Europea e il consiglio europeo.
Nel 2022 si candida con Fratelli d'Italia alla Camera dei deputati in vista delle elezioni politiche all'interno della circoscrizione Campania 2, dove viene eletto grazie al sistema plurinominale. Dal 9 novembre di quell'anno è membro della commissione per l'agricoltura.